# Annakapel (Lützenkirchen)
De Annakapel (Duits: Annakapelle) is een katholiek godshuis in Lützenkirchen, een stadsdeel van Leverkusen.

## Geschiedenis
De aan de heilige Anna gewijde barokke kapel werd met de hulp van lokale inwoners door Franciscanen uit Keulen gebouwd. Ze is gelegen op de Annaberg in het dal van de Wiembach, dicht bij de Sint-Maurinuskerk.
Sinds 1695 waren de Franciscanen verantwoordelijk voor de zielszorg van de destijds nog priesterloze parochie. Ze bewoonden in eerste instantie een huurwoning, bouwden de kapel en stichtten vervolgens in 1705 het klooster. Dankzij de in 1699 benoemde pastoor Coenen zagen de Franciscanen zich genoodzaakt om in 1715, tegen de wil van de bevolking, weer te vertrekken. Het onderhoud van de Annakapel kwam vanaf dat moment voor rekening van de parochie. In de daarop volgende eeuwen was de Annakapel bij tijd en wijle een geliefde bestemming voor een bedevaart, met name op de feestdag van de patroonheilige (26 juli). Het kloostergebouw diende van 1728 tot 1818 als schoolgebouw en woongelegenheid voor de koster en de vicaris. 
Omstreeks 1810 bestonden er plannen om de Annakapel tot een schoolgebouw te verbouwen. De toenmalige door de Fransen benoemde burgemeester Jakob Salentin von Zuccalmaglio drong hier op aan, maar het plan stootte op groot verzet van de bewoners. Er ontstond een heuse opstand en gewapend met seizen, bijlen en hooivorken verzetten de woedende boeren zich onder de leus "wij geven ons leven voor de heilige Anna" tegen de verbouwing. Uiteindelijk werd de zaak voor het gerecht uitgevochten en kwam men overeen om de reeds verwoestte kapel weer te herstellen en sindsdien doet het gebouw weer dienst als godshuis. Het interieur van de kapel dateert uit de bouwperiode.
In 1932 werd de kapel gerenoveerd door leden van het Kolpingnetwerk.